# Neoclosterus lujae
Neoclosterus lujae är en skalbaggsart som beskrevs av Boppe 1912. Neoclosterus lujae ingår i släktet Neoclosterus och familjen långhorningar.
Artens utbredningsområde är:
- Angola.
- Gabon.
- Togo.

Inga underarter finns listade i Catalogue of Life.